# Liu Xiaoqing
Pour les articles homonymes, voir Liu.
Dans ce nom chinois, le nom de famille, Liu, précède le nom personnel.
Liu Xiaoqing (chinois simplifié : 刘晓庆 ; chinois traditionnel : 劉曉慶 ; pinyin : Líu Xiǎoqìng) est une actrice, productrice et femme d'affaires chinoise née le 30 octobre 1955 dans le district de Fuling, municipalité de Chongqing.
Elle est l'une des actrices les plus célèbres de Chine durant les années 1980. Au cours de sa carrière, elle a remporté le Prix des Cent Fleurs à quatre reprises (trois fois en tant que meilleure actrice et une fois en tant que meilleur second rôle féminin) ainsi qu'un Coq d'or de la meilleure actrice.

## Biographie
Durant sa jeunesse, Liu Xiaoqing travaille dans une ferme, puis intègre la troupe de propagande de l'armée populaire de libération. Elle devient actrice dans la troupe théâtrale de la région militaire du Chengdu. Elle tient son premier rôle au cinéma en 1976 dans La Grande muraille de la mer de Chine méridionale, puis devient l'une des actrices les plus populaires du pays au cours des années 1980.
En 1979, Liu Xiaoqing et Joan Chen sont révélées par le film Petite fleur (zh) du cinéaste Zhang Zheng. En 1980, Liu est nommée meilleure actrice dans un second rôle lors de la cérémonie du Prix des Cent Fleurs. Elle obtient le prix de la meilleure actrice en 1987 pour son rôle dans la Ville des hibiscus du réalisateur Xie Jin. La même année, un Coq d'or lui est également attribué.
La parution de son autobiographie en 1983 suscite le scandale tout en contribuant à sa renommée. Des extraits sont publiés dans les journaux,. Elle délaisse les écrans au cours des années 1990 et se lance dans les affaires. Elle investit notamment dans l'immobilier et le prêt-à-porter,. En 2002, elle est arrêtée et condamnée pour évasion fiscale,. L'emprisonnement de celle qui se présente comme « la femme la plus riche de Chine » est très commentée et incite les riches Chinois à régler leurs impôts.

## Filmographie

### Comme actrice

#### Cinéma
- 1975 : La Grande muraille de la mer de Chine méridionale : Tiannü
- 1976 : Thank You, Comrades : Yang Jie
- 1977 : Spring Songs : Li Cuizhi
- 1979 : What a Family (Qiao zhe yi jiazi) : Zhang Lan
- 1979 : Wedding : Sheng Min
- 1979 : The Little Flower (Xiao hua) : He Cuigu
- 1980 : Mysterious Buddha : Meng Jie
- 1981 : The Savage Land : Hua Jinzi
- 1981 : The Invisible Web : Luo Xuan
- 1981 : Xu Mao and His Daughters : Xu Zhen
- 1982 : Deep at Heart (Xin ling shen chu) : Ouyang Lan
- 1983 : The Burning of the Imperial Palace (Huo shao yuan ming yuan) : Impératrice Dowager Cixi
- 1983 : Reign Behind the Curtain (Chui lian ting zheng) : Impératrice Dowager Cixi
- 1984 : Hibiscus Town : Hu Yuyin
- 1984 : Ormosia from the North (Bei guo hong dou) : Lu Yunzhi
- 1984 : San Bao in Shenzhen : Manager
- 1985 :  The Ruthless Lover : Namei Qincuo
- 1986 : A Wild Field  : Hua Jinzi
- 1986 : La Ville des hibiscus
- 1987 : Chuntao : Chuntao
- 1987 : The Imperial Cannon Team : Feng Yushu
- 1988 : Le Rêve dans le pavillon rouge (partie 1 à 2) : Wang Xifeng
- 1989 : Le Rêve dans le pavillon rouge (partie 3 à 6) : Wang Xifeng
- 1989 : The Empress Dowager (Qīng Guó Qīng Chéng): Impératrice Dowager Cixi
- 1991 : L'Eunuque impérial (Dà Tàijiān Lǐ Liányīng) : Impératrice Dowager Cixi
- 2004 : Plastic Flower : Xie Chunhua
- 2010 : Rang Ai Hui jia : la policière
- 2010 : 37
- 2011 : Legendary Amazons (Yang men nu jiang zhi jun ling ru shan) : Princesse Chai
- 2012 : The Monkey King : Uproar in Heaven
- 2018 : Les Sentinelles du Pacifique (Air Strike) de Xiao Feng : madame Zhang

#### Télévision
- 1992 : Fenghua Juedai : Chunni
- 1993 : Xin Bao Qingtian Zhi Yinglie Qianqiu
- 1995 :  Wu Zetian : Wu Zetian
- 1996 :  Huoshao Efang Gong : Princesse/Innkeeper/Mme Yu
- 1998 : Tao Zhi Lian : Xiaofengxian
- 2001 : Huo Fenghuang : différents rôles
- 2003 : 281 Feng Xin : Fang Meihui
- 2003 : Yongle Yingxiong Ernü : Jinniang
- 2003 : Jiangshan Meiren : Impératrice Dowager Meng
- 2003 : Changhe Dongliu : Impératrice Dowager Xiaozhuang
- 2004 : Huanle Sangtian : Magu
- 2004 : Wo De Xiongdi Jiemei : Ailian
- 2004 : Lotus Lantern : Queen Mother of the West
- 2004 : Jingcheng Si Shao : Ninth Aunt
- 2005 : Hui Niang Wan Xin : Mme Wu
- 2005 : Ayou Zhengzhuan : Zhen Gege
- 2006 : The Shadow of Empress Wu : Wu Zetian
- 2006 : Chao Lin Jie : Lu Yan
- 2007 : Jiazu Rongyu : Duan Huijun
- 2007 : Wang Zhaojun : Lady Guan
- 2008 : Nüren Heku Weinan Nüren : Zhang Yuying
- 2008 : Lotus Lantern : Reine mère de l'ouest
- 2008 : Yunxiu : Liang Yunxiu
- 2008 : Chengjiang Qingyuan : Liu Guiying
- 2009 : Ning Xiang Jie : Tang Mu
- 2009 : Xu Beihong Jiang : Biwei
- 2010 : Hong Meigui Hei Meigui : Song Dachuan
- 2011 : Heroes of Sui and Tang Dynasties 1 & 2 : Impératrice Xiao
- 2011 : Secret History of Empress Wu : Wu Zetian
- 2011 : Yangnü : Liu Jianying

### Comme productrice

#### Cinéma
- 1985 :  The Ruthless Lover
- 1987 : The Imperial Cannon Team

#### Télévision
- 1998 : Tao Zhi Lian
- 2000 : Huang Sao Tian Guihua
- 2001 : Huo Fenghuang
- 2002 : Where the Legend Begins
- 2003 : 281 Feng Xin

## Distinctions

### Coq d'or
- 1984 : Coq d'or de la meilleure actrice pour le rôle de Hu Yuyin dans Hibiscus Town

### Prix des Cent Fleurs
- 1979 : Prix des Cent Fleurs de la meilleure actrice dans un second rôle pour le rôle de Zhang Lan dans What a Family
- 1984 : Prix des Cent Fleurs de la meilleure actrice pour le rôle de Hu Yuyin dans Hibiscus Town
- 1986 : Prix des Cent Fleurs de la meilleure actrice pour le rôle de Hua Jinzi dans A Wild Field
- 1987 : Prix des Cent Fleurs de la meilleure actrice pour le rôle de Chuntao 	dans Chuntao